# حافظ القاضي
حافظ القاضي، (1892 - 1968)، تاجر وكاتب وشخصية بغدادية تراثية معروفة.

## سيرته
ولد حافظ عبد الله عثمان عمر درباس القاضي القيسي في بغداد محلة باب الشيخ في أسرة موصلية جذورها ترجع الى قبيلة عشيرة الكروية الساكنة في ضواحي جلولاء وهو رجل عصامي وعلم من اعلام العراق في علم الاقتصاد وعقل مفكر اقتصادي استطاع جذب الوكالات والاستثمارات الأجنبية واليه تنسب ساحة حافظ القاضي ببغداد في جانب الرصافة القريبة من جسر الاحرار. ولقد كان حافظ القاضي تاجر بغدادي كبير توفي في عام 1968م، وعند ذاك تحول بيته إلى محل متخصص للتحف والسجاد النادر وبأسم: (دار الديوان) يشرف عليه ثلاثة شبان جمعتهم هواية البحث عن النوادر والانتيكات من بينها سجادة صنعت للملكة فكتوريا التي توفيت سنة 1901 عثر عليها في أحد المحلات القديمة في بغداد.

## علاقته بالسياسين
كان حافظ القاضي مقربا من صناع القرار في عهد المملكة العراقية (1921-1958)، وكان معروفا بأريحيته وكرمه كأي بغدادي اصيل وكان من اسرة متوسطة الحال ونشأ عصاميا إعتمد على نفسه في تكوين ثروته. وقد وصفه طالب مشتاق في مذكراته وقال عنه انه من (الاجاويد) لأبناء محلته باب الشيخ وكانت محلاته التجارية في رأس جسر الاحرار - مدخل شارع الرشيد وقد تحولت فيما بعد إلى محلات بيع الاحذية. ..

## عمله
حافظ القاضي هو أول عراقي حصل على وكالة لتوزيع أجهزة المذياع (الراديو) في بغداد، كما حصل على وكالة بيع سيارات فورد الاميركية المعروفة، وكان من اصدقاء حافظ القاضي عدد من رجال السياسة العراقيين منهم صادق البصام وعبد الرزاق الشيخلي، وكان في بيت حافظ القاضي مجموعة فنية من لوحات للفنانين العراقيين البارزين فضلا عن بعض اللوحات العالمية وأوان فضية وزجاجية بلورية وصحون مزينة بصور ملوك العراق وساعات للجيب وبيانو مصنوع في الولايات المتحدة الأمريكية ومجموعة من السيوف والخناجر والبنادق البارودية والحلي والاساور الفضية ويحتوي داره على المسبح الكبير المشيد في نهاية حديقة الدار التي كثيرا ما شهدت دعوات وسهرات علية القوم في العهد الملكي، وهو أول من حاول الإنتاج السينمائي في بغداد سنة 1938 وقد نشرت صحيفة العلم العربي أن السيد مصطفى القاضي وهو شقيق حافظ قد سافر بالطائرة إلى انكلترا لجلب الأجهزة واللوازم السينمائية تمهيدا لإنتاج فلم سينمائي لكن ذلك لم يحصل.
ولقد امتد العمر بحافظ القاضي ووجد نفسه وحيدا مريضا في بيروت وعندما اشتد به المرض طلب اعادته إلى بغداد ليموت فيها.

## وفاته
توفي حافظ القاضي عام 1968م، وآلت ثروته لأخيه مصطفى الساكن في لندن، ثم ورث ثروة حافظ ومصطفى بعد وفاته قريب لهما وهو خالد القاضي.